# 말리 여자 축구 국가대표팀
말리 여자 축구 국가대표팀은 말리를 대표하는 여자 축구 국가대표팀으로 말리 축구 연맹에서 관리하며 2002년 8월 9일 코트디부아르를 상대로 국제 A매치 첫 경기를 치렀으며 현재까지 FIFA 여자 월드컵, 하계 올림픽 본선 기록은 없다.

## 국제 대회 경력

### 아프리카 여자 네이션스컵
2002년 대회를 통해 처음으로 메이저 대회 본선에 참가하여 2010년까지 조별리그에 그쳤고 6년만에 출전한 2016년 대회에서도 조별리그에 머물렀지만 2년 후에 열린 2018년 대회에서 4강에 오르며 아프리카 여자 네이션스컵 첫 출전 16년만에 역대 최고 성적을 거두었다.

### 아프리칸 게임
2003년 대회에 처음으로 출전하여 이 대회에서 4강에 오르며 아프리칸 게임 역대 최고 성적을 남겼지만 4강전에서 나이지리아, 동메달 결정전에서 카메룬에 패하며 메달 획득에는 실패했다. 이후 2019년 대회를 통해 16년만에 아프리칸 게임에 출전했지만 2전 전패·A조 최하위로 조별리그에서 탈락하는 수모를 겪었다.

## 성적

### FIFA 여자 월드컵
- 1991년 ~ 1999년: 불참
- 2003년 ~ 2019년: 진출 실패

### 올림픽 축구
- 1996년 ~ 2000년: 자격 불충분
- 2004년 ~ 2008년: 불참
- 2012년: 진출 실패
- 2016년: 기권

### 아프리카 여자 네이션스컵
- 1991년 ~ 2000년: 불참
- 2002년 ~ 2010년: 조별리그
- 2012년 ~ 2014년: 진출 실패
- 2016년: 조별리그
- 2018년: 4강

### 올아프리카 게임
- 2003년: 4위
- 2007년 ~ 2011년: 기권
- 2015년: 진출 실패
- 2019년: 조별리그

## 같이 보기
- 말리 축구 국가대표팀